# Cadeiral

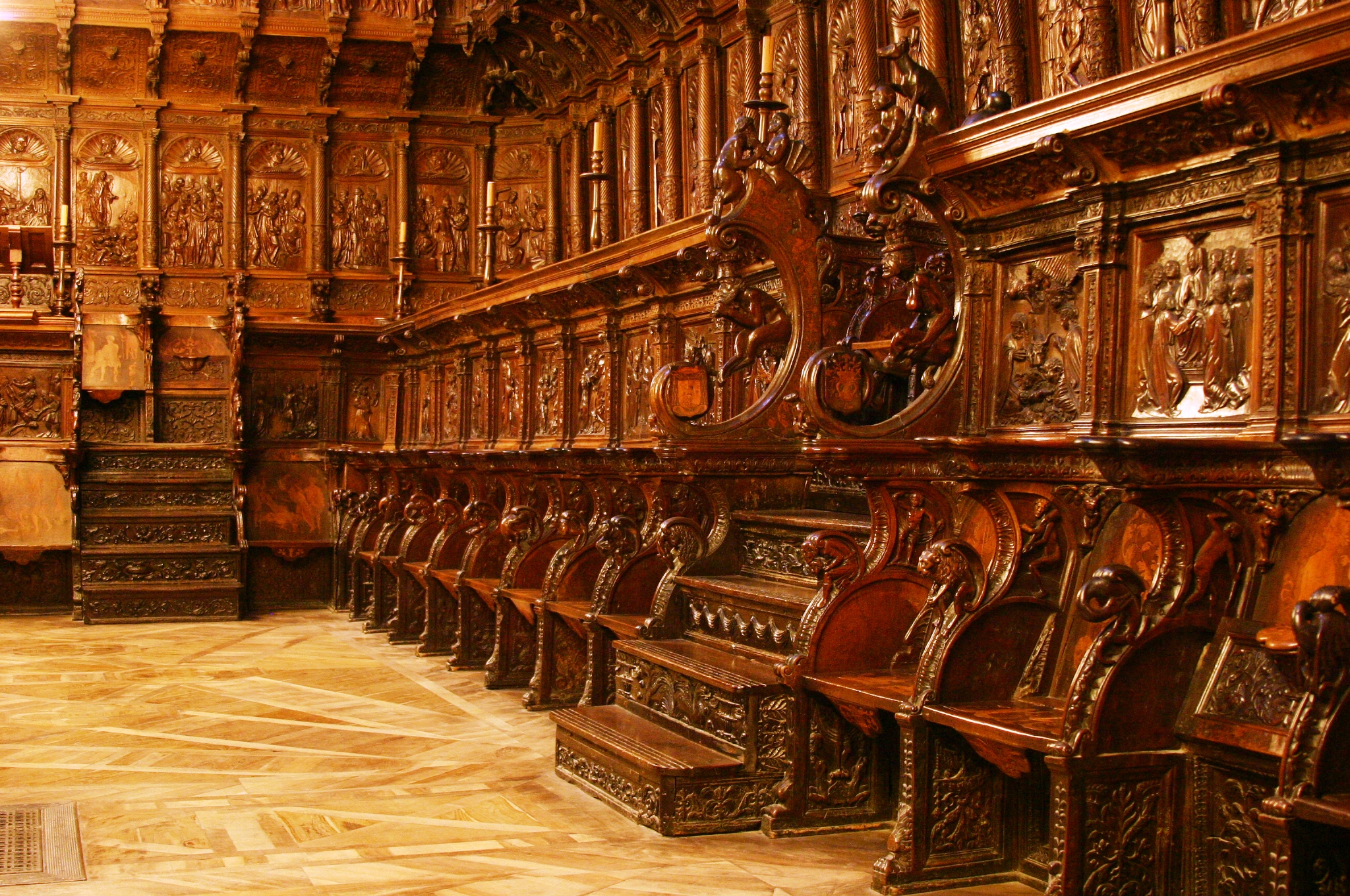
Cadeiral da Catedral de Burgos, na Espanha.

O cadeiral ou cadeiral do coro é a fileira de assentos localizados no coro de uma igreja. Surgidos na Idade Média, essas peças de mobiliário destinavam-se ao clero de uma catedral ou igreja monástica e podiam ser ricamente ornamentadas.

## Caracterização
Cadeirais foram instalados para o clero em catedrais, mosteiros, conventos e igrejas colegiadas. Cada bancada de um cadeiral é geralmente organizado como duas fileiras de cadeiras, as de trás num plano mais elevado e com espaldares. Podem localizar-se de cada lado da capela-mor de uma igreja ou, no caso de estarem no coro-alto, são dispostas em forma de "U". Os assentos são articulados e, na parte reversa, possuem uma mísula especial chamada misericórdia. A misericórdia oferecia um ponto de apoio ao clérigo quando tinha de passar muito tempo de pé.
Apesar de existirem exemplos antigos de pedra, a maioria dos cadeirais é esculpida em madeira. As misericórdias, espaldares, apoios de braço e demais elementos de um cadeiral podiam ser ricamente decoradas ao gosto da época. Os espaldares também podiam ser pintados com imagens religiosas.